# 十條站 (東京都)
十條站（日语：／ Jūjō eki */?），位於東京都北區上十條一丁目，屬於東日本旅客鐵道（JR東日本）的車站，車站編號JA 14。
軌道名稱上，通過此站的路線是赤羽線，運行系統上屬於埼京線。依據特定都區市內，本站屬於「東京都區內」。

## 車站結構
埼京線唯一雙綫雙程側式月台地面車站，月台以天橋連接，兩邊有平交道包夾。

### 月台配置
| 月台 | 路線   | 方向 | 目的地                       | 備註                  |
| ---- | ------ | ---- | ---------------------------- | --------------------- |
| 1    | 埼京線 | 北行 | 赤羽、大宮、川越方向         | 經大宮站直通至■川越線 |
| 2    | 埼京線 | 南行 | 池袋、新宿、大崎、臨海線方向 | 經大崎站直通至臨海線  |

（來源：JR東日本:車站構內圖（页面存档备份，存于））

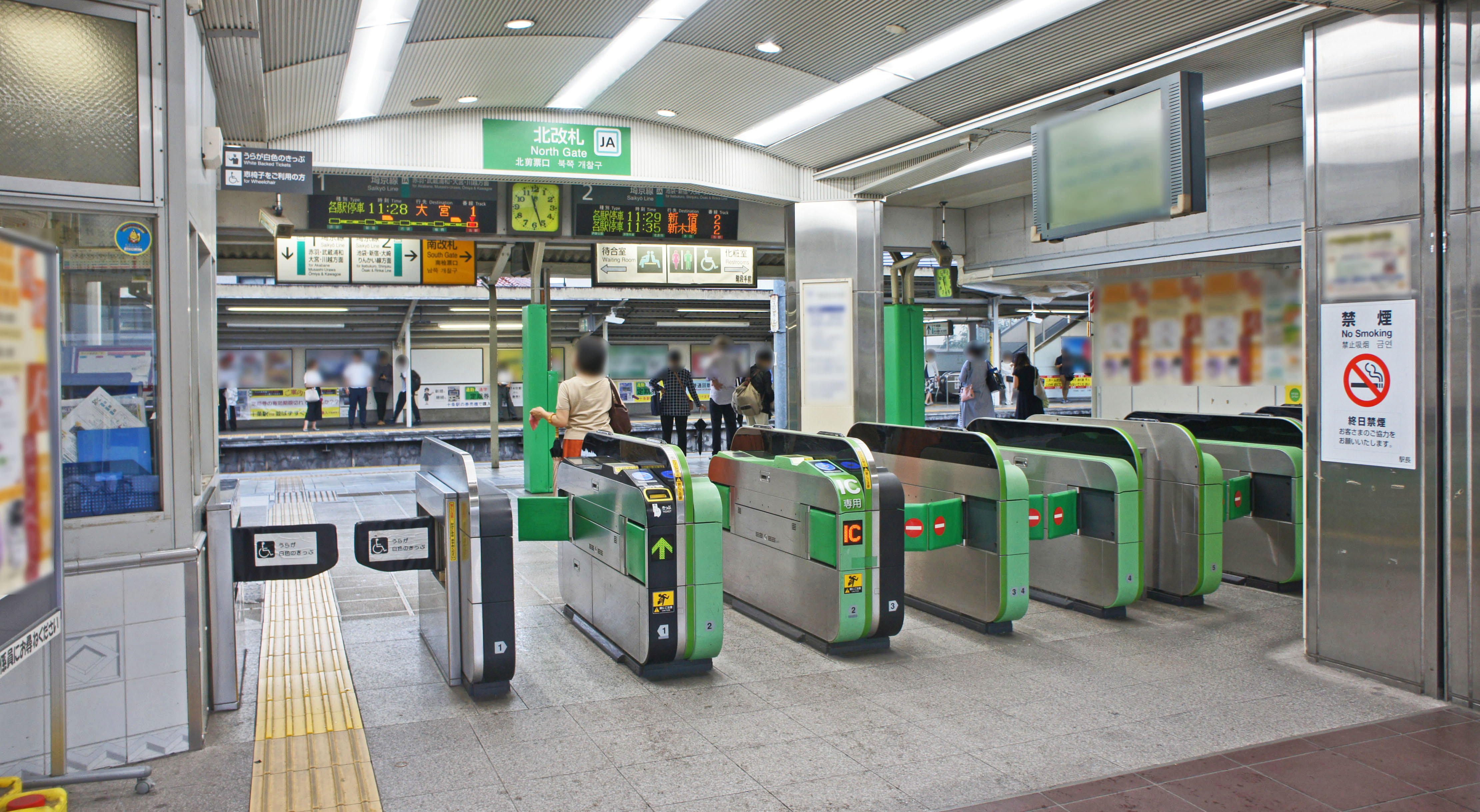
北閘口（2019年9月）
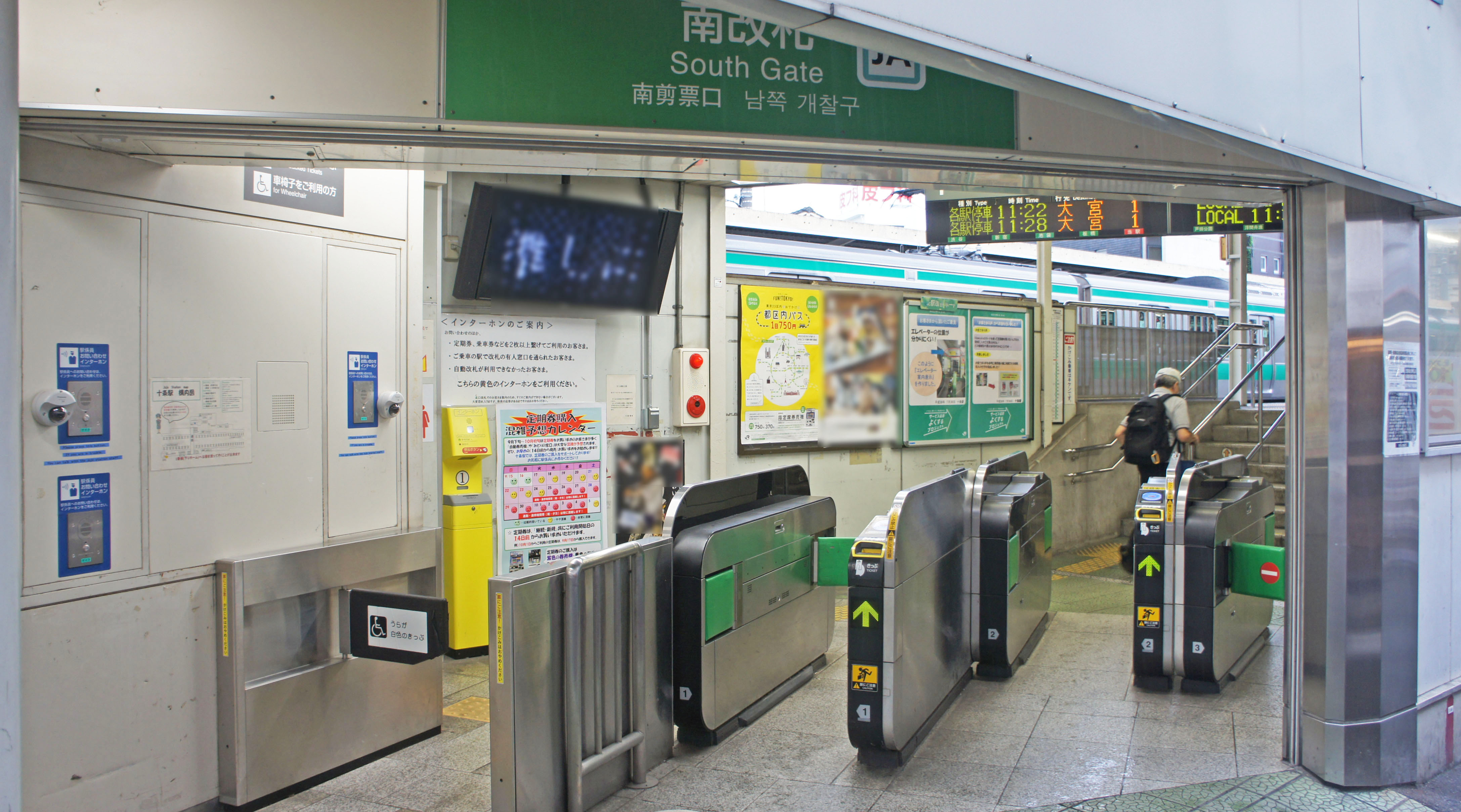
南閘口（2019年9月）
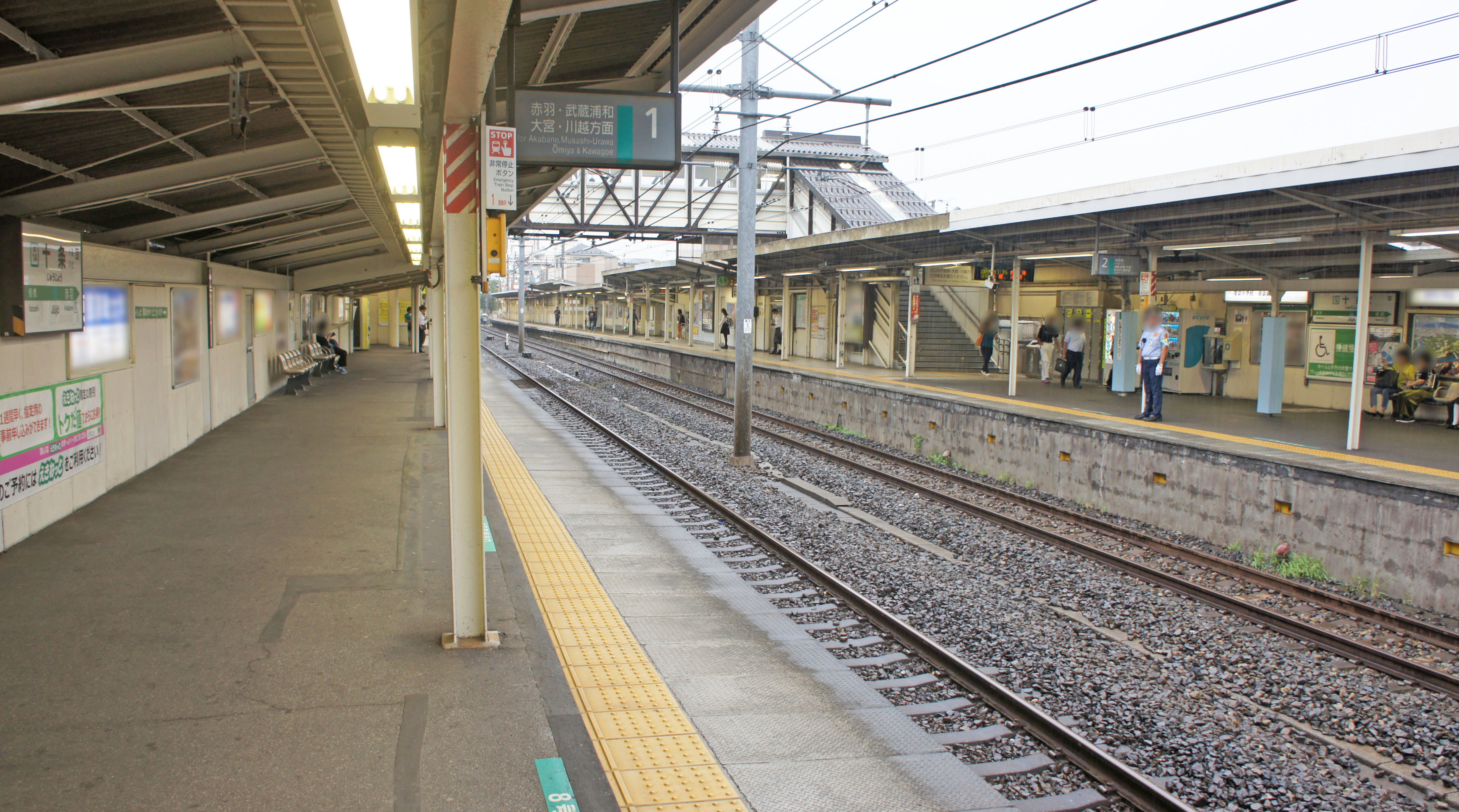
月台（2019年9月）

## 使用情況
令和元年（2019年）度的一日平均上車人次為36,429人。是包括臨海線、埼京線、川越線車站在內不接續路線的車站當中最多。
各年度單日平均上車人次如下。
| 年度               | 單日平均 上車人次 | 來源     |
| ------------------ | ----------------- | -------- |
| 平成02年（1990年） | 32,458            | [ * 1 ]  |
| 平成03年（1991年） | 32,508            | [ * 2 ]  |
| 平成04年（1992年） | 32,827            | [ * 3 ]  |
| 平成05年（1993年） | 32,800            | [ * 4 ]  |
| 平成06年（1994年） | 32,258            | [ * 5 ]  |
| 平成07年（1995年） | 32,104            | [ * 6 ]  |
| 平成08年（1996年） | 32,337            | [ * 7 ]  |
| 平成09年（1997年） | 31,847            | [ * 8 ]  |
| 平成10年（1998年） | 31,956            | [ * 9 ]  |
| 平成11年（1999年） | 31,284            | [ * 10 ] |
| 平成12年（2000年） | 30,764            | [ * 11 ] |
| 平成13年（2001年） | 30,456            | [ * 12 ] |
| 平成14年（2002年） | 30,454            | [ * 13 ] |
| 平成15年（2003年） | 30,559            | [ * 14 ] |
| 平成16年（2004年） | 30,561            | [ * 15 ] |
| 平成17年（2005年） | 30,517            | [ * 16 ] |
| 平成18年（2006年） | 31,379            | [ * 17 ] |
| 平成19年（2007年） | 32,643            | [ * 18 ] |
| 平成20年（2008年） | 33,446            | [ * 19 ] |
| 平成21年（2009年） | 33,882            | [ * 20 ] |
| 平成22年（2010年） | 34,134            | [ * 21 ] |
| 平成23年（2011年） | 34,044            | [ * 22 ] |
| 平成24年（2012年） | 35,285            | [ * 23 ] |
| 平成25年（2013年） | 35,943            | [ * 24 ] |
| 平成26年（2014年） | 35,162            | [ * 25 ] |
| 平成27年（2015年） | 35,901            | [ * 26 ] |
| 平成28年（2016年） | 36,594            | [ * 27 ] |
| 平成29年（2017年） | 36,991            | [ * 28 ] |
| 平成30年（2018年） | 37,110            | [ * 29 ] |
| 令和元年（2019年） | 36,429            |          |

## 巴士路線
國際興業巴士
- 王23　王子站－北區役所－十條站－姥橋－國立西丘競技場－赤羽車庫
- 赤50　王子站－北區役所－十條站－姥橋－国立西丘競技場－西丘－赤羽站西口

## 歷史
- 明治38年（1905年）6月10日－日本鐵道品川線十條站（初代、貨運站）開業。
- 明治39年（1906年）2月7日－廢止。
  - 本站初代為東京砲兵工廠發送，到站時下貨。
- 明治43年（1910年）11月1日－國鐵的車站2代目的車站開業。客運站，屬山手線。
- 昭和47年（1972年）7月15日－改屬赤羽線。
- 昭和60年（1985年）9月30日－埼京線投入服務。
- 昭和62年（1987年）4月1日－國鐵分割民營化，屬JR東日本赤羽線。
- 平成13年（2001年）11月18日－智能卡系統Suica正式投入服務。

## 相鄰車站
東日本旅客鐵道
 埼京線
■通勤快速、■快速、■各站停車
板橋（JA 13）－十條（JA 14）－赤羽（JA 15）

### 使用情況
1. ↑  東京都統計年鑑 （页面存档备份，存于） - 東京都

JR東日本2000年度以後的上車人次
1. ↑  各駅の乗車人員（2000年度） （页面存档备份，存于） - JR東日本
2. ↑  各駅の乗車人員（2001年度） （页面存档备份，存于） - JR東日本
3. ↑  各駅の乗車人員（2002年度） （页面存档备份，存于） - JR東日本
4. ↑  各駅の乗車人員（2003年度） （页面存档备份，存于） - JR東日本
5. ↑  各駅の乗車人員（2004年度） （页面存档备份，存于） - JR東日本
6. ↑  各駅の乗車人員（2005年度） （页面存档备份，存于） - JR東日本
7. ↑  各駅の乗車人員（2006年度） （页面存档备份，存于） - JR東日本
8. ↑  各駅の乗車人員（2007年度） （页面存档备份，存于） - JR東日本
9. ↑  各駅の乗車人員（2008年度） （页面存档备份，存于） - JR東日本
10. ↑  各駅の乗車人員（2009年度） （页面存档备份，存于） - JR東日本
11. ↑  各駅の乗車人員（2010年度） （页面存档备份，存于） - JR東日本
12. ↑  各駅の乗車人員（2011年度） （页面存档备份，存于） - JR東日本
13. ↑  各駅の乗車人員（2012年度） （页面存档备份，存于） - JR東日本
14. ↑  各駅の乗車人員（2013年度） （页面存档备份，存于） - JR東日本
15. ↑  各駅の乗車人員（2014年度） （页面存档备份，存于） - JR東日本
16. ↑  各駅の乗車人員（2015年度） （页面存档备份，存于） - JR東日本
17. ↑  各駅の乗車人員（2016年度） （页面存档备份，存于） - JR東日本
18. ↑  各駅の乗車人員（2017年度） （页面存档备份，存于） - JR東日本
19. ↑  各駅の乗車人員（2018年度） （页面存档备份，存于） - JR東日本
20. ↑  各駅の乗車人員（2019年度） （页面存档备份，存于） - JR東日本

東京都統計年鑑
1. ↑  .   [2020-07-29]. （原始内容存档于2016-03-05）.
2. ↑  .   [2020-07-29]. （原始内容存档于2016-03-05）.
3. ↑  .   [2017-12-12]. （原始内容存档于2013-08-15）.
4. ↑  .   [2017-12-12]. （原始内容存档于2013-02-03）.
5. ↑  .   [2017-12-12]. （原始内容存档于2013-02-03）.
6. ↑  .   [2017-12-12]. （原始内容存档于2013-02-03）.
7. ↑  .   [2017-12-12]. （原始内容存档于2013-02-03）.
8. ↑  .   [2017-12-12]. （原始内容存档于2016-03-04）.
9. ↑  東京都統計年鑑（平成10年）PDF
10. ↑  東京都統計年鑑（平成11年）PDF
11. ↑  .   [2017-12-12]. （原始内容存档于2016-03-04）.
12. ↑  .   [2017-12-12]. （原始内容存档于2016-03-04）.
13. ↑  .   [2017-12-12]. （原始内容存档于2017-07-29）.
14. ↑  .   [2017-12-12]. （原始内容存档于2017-07-29）.
15. ↑  .   [2017-12-12]. （原始内容存档于2017-07-29）.
16. ↑  .   [2017-12-12]. （原始内容存档于2017-07-29）.
17. ↑  .   [2017-12-12]. （原始内容存档于2017-07-29）.
18. ↑  .   [2017-12-12]. （原始内容存档于2017-07-29）.
19. ↑  .   [2017-12-12]. （原始内容存档于2017-07-29）.
20. ↑  .   [2017-12-12]. （原始内容存档于2016-03-26）.
21. ↑  .   [2017-12-12]. （原始内容存档于2016-03-27）.
22. ↑  .   [2017-12-12]. （原始内容存档于2016-03-25）.
23. ↑  .   [2017-12-12]. （原始内容存档于2016-03-27）.
24. ↑  .   [2017-12-12]. （原始内容存档于2016-03-22）.
25. ↑  .   [2017-12-12]. （原始内容存档于2017-07-30）.
26. ↑  .   [2017-12-12]. （原始内容存档于2018-11-09）.
27. ↑  .   [2020-07-29]. （原始内容存档于2019-05-02）.
28. ↑  .   [2020-07-29]. （原始内容存档于2019-12-03）.
29. ↑  .   [2020-07-29]. （原始内容存档于2020-08-04）.

## 外部連結
- 車站資訊（十條）：東日本旅客鐵道

34°58′26″N 135°45′7″E / 34.97389°N 135.75194°E